# Pero aurunca
Pero aurunca là một loài bướm đêm trong họ Geometridae.